# Halgerda guahan
Halgerda guahan Carlson & Hoff, 1993 è un mollusco nudibranchio della famiglia Discodorididae.

## Distribuzione e habitat
Nota solo da Guam.